# 今上帝 (源氏物語)
今上帝（きんじょうてい・きんじょうのみかど）は、『源氏物語』に登場する四番目の帝（在位：「若菜下」 - ）。架空の人物。朱雀帝の第一皇子で、母は承香殿女御（髭黒の姉妹。今上帝即位前に没、即位後皇太后を追贈）。物語終了時をもって在位中のため、便宜的に今上帝と呼ばれることが多い。

## 后妃
- 明石中宮…光源氏（六条院）の娘。東宮、二の宮、匂宮、五の宮、女一宮の母。
- 藤壺女御…左大臣の娘。女二宮の母。「梅枝」の麗景殿女御と同一人物か。
- 某更衣…常陸宮の母。
- 尚侍（内裏の君）…髭黒の三女（髭黒の中の君）。母は玉鬘。「竹河」のみに登場。

## 皇子女
- 第一皇子：東宮
  - 女御：夕霧長女、紅梅大納言長女（麗景殿）
- 第二皇子：二の宮（「蜻蛉」巻以降式部卿宮）
  - 正室：夕霧次女
- 第三皇子：匂宮（兵部卿宮）
  - 正室：夕霧六女、側室：宇治八の宮の中君
- 第四皇子：常陸宮
- 第五皇子：五の宮
- 第一皇女：女一宮（一品の宮）
- 第二皇女：女二宮
  - 夫：薫